# Dicranota megomma
Dicranota (Ludicia) megomma là một loài ruồi trong họ Pediciidae. Chúng phân bố ở vùng Indomalaya.